# Northrop XP-79
Le Northrop XP-79 est un projet d'avion de chasse développé par Northrop dans les années 1940. L'avion est une aile volante et le pilote est installé à plat-ventre, ce qui lui permet de supporter de plus grandes accélérations verticales. La structure, de type monocoque, est en magnésium soudé au lieu du traditionnel aluminium riveté. Un seul prototype est construit : il s'écrase lors de son premier vol, le 12 septembre 1945.

## Conception et développement
En 1942, Jack Northrop souhaite concevoir un avion de chasse à grande vitesse de type aile volante propulsé par un moteur-fusée. En janvier 1943, les United States Army Air Forces passent commande de deux prototypes (serial 43-52437 et 43-52438) qui reçoivent la désignation XP-79. Pour tester la configuration d'aile volante, qui tranche radicalement avec les autres avions de chasse, les prototypes sont conçus comme des planeurs. Le premier, désigné MX-324, est remorqué le 5 juillet 1944 par un P-38, ce qui en fait alors le premier avion à moteur-fusée à voler aux États-Unis,.
Au départ, l'avion doit utiliser le moteur XCALR-2000A-1 rotojet de 9 kN (2 000 lbf) fourni par Aerojet, à base d'aniline et d'acide nitrique ; en raison de la nature toxique de ces liquides, la structure du XP-79, monocoque, est construite dans un alliage de magnésium soudé, ce qui permet de protéger le pilote en cas de dégâts sur l'avion. Le revêtement est épais de 3 mm sur le bord de fuite et de 19 mm sur le bord d'attaque. Toutefois, la configuration avec le moteur-fusée, qui fait appel à des fusées inclinées pour alimenter les turbopompes se révèle insatisfaisant ; l'avion reçoit par conséquent deux turboréacteurs Westinghouse 19B (J30) à la place, devenant ainsi le XP-79B. Après l'abandon du moteur fusée, le développement des deux prototypes prend fin.

## Essais
Le premier vol du XP-79B est retardé à cause d'éclatements de pneus et de problèmes de freins, lors des essais de roulage sur le lac séché de Muroc. Le XP-79B est perdu lors de son vol inaugural, le 12 septembre 1945. Alors qu'il réalise un essai de roulis, le pilote perd le contrôle après quinze minutes de vol pour des raisons inconnues. L'avion pique du nez et continue de s'incliner ; l'avion part en vrille et touche le sol après une chute. Le pilote d'essai, Harry Crosby, tente de sauter en parachute mais reste bloqué dans l'avion et est tué dans l'accident. Peu après, l'ensemble du projet est annulé.